# Camp Lazlo
Pour les articles homonymes, voir Lazlo.
 (janvier 2024).
Camp Lazlo est une série d'animation américaine créée par Joe Murray, produite par le Cartoon Network Studios, et initialement diffusée entre le 8 juillet 2005 et le 27 mars 2008 sur Cartoon Network aux États-Unis. La série relate l'histoire d'un camp d'été de scouts à caractère animal anthropomorphe, un style « rétro » d'humour et de bêtise relatant l'ancienne série d'animation créée par Joe Murray intitulée Rocko's Modern Life (anciennement diffusée sur Nickelodeon), et de références culturelles.

## Scénario
L'émission relate l'histoire des aventures de trois personnages principaux : Lazlo (même nom que celui du titre), est un singe originaire de São Paulo, au Brésil possédant une attitude insouciante ; Raj, un éléphant originaire d'Inde qui possède énormément de sang-froid; et Clam, un rhinocéros nain albinos, qui s'exprime à travers un ou deux mots, et qui répète souvent les mêmes propos que ses amis. Chaque épisode contient deux parties d'une durée approchant approximativement les 11 minutes, à l'exception de deux épisodes. La série saute occasionnellement au quatrième mur. Carlos Alazraqui, Tom Kenny et Doug Lawrence, tous ceux ayant doublé l'ancienne émission de Murray, Rocko's Modern Life, doublent désormais celle de Lazlo et de ses compagnons parmi certains doubleurs expérimentés des séries de Murray, Jeff Bennett, Jodi Benson, Jill Talley et Steve Little.

## Personnages
La série y relate les aventures de trois personnages principaux dont Lazlo, un singe orange anthropomorphe ayant un excellent caractère et plein d'amis au camp. C'est un personnage naïf (prouvé par Édouard dans certains épisodes) et également détesté par une minorité (notamment Édouard et Lourdingue). Lazlo est principalement accompagné de ses deux amis Raj, un éléphant compulsif et peu enthousiaste qui déteste le désordre, tremble devant les serpents et insectes et ne supporte pas de rester seul (né en Inde, ses parents l’ont encouragé à rejoindre les scouts pour « s’endurcir ») et Clam, un rhinocéros pygmée albinos dont l’intelligence et le discours peuvent paraître un peu « préhistoriques » (en vérité, c'est un génie musical et un ami peu bavard très protecteur qui adore les sensations fortes).
Camp Lazlo relate également les aventures d'autres personnages secondaires, notamment Édouard, un ornithorynque ayant un très mauvais caractère et partageant sa cabine avec Chip et Skip. Édouard, comme vu dans plusieurs épisodes, ne cache pas son exécrable haine face à Lazlo. Skip et Chip, deux insectes bousiers très bêtes, qui adorent la saleté et qui partagent leur cabine Édouard. Dave et Ping-pong, deux autruches jaunes, dont l'un est plus petit que l'autre, partagent leur cabine avec Samson, un hamster très malchanceux et qui, contrairement aux bousiers, déteste la saleté. Le camp Kidney est tenu par un dénommé Algonquin Lourdingue (simplement surnommé Lourdingue), un chef scout irresponsable, acariâtre, égoïste, paresseux, et qui, comme Édouard, déteste Lazlo et exècre profondément le camp. Lourdingue est membre d'un groupe mystérieux nommé « Légumes ». Il est souvent accompagné de son assistant, La limace, plus compétent et pédagogue envers les scouts. Également perçu, le Chef McMüesli, chef cuisinier du camp qui a tendance à privilégier la nourriture végétarienne et qui force parfois les scouts à se passer de bonbons et de boissons gazeuses. Infirmière Leslie, un requin doté de pattes (apparemment paralysées par l'inactivité) et qui se déplace sur un tabouret. Le camp comporte aussi un hippopotame vert (Milton), un morses (Harold), un castor (Larry), un ours (Bob), un cochon (Ted), un pélican et une cigogne. Hormis le camp principal existe un autre camp qui rivalise souvent avec les scouts haricots - le camp des Écureuils. Dans ce camp, quelques personnages notables sont à démontrer : Patsie, une mangouste anthropomorphe amoureuse de Lazlo accompagnée de ses deux copines Nina, une girafe fan de science-fiction et d'astronomie ainsi que Gretchen, un crocodile femelle au mauvais caractère. Dans un épisode, Gretchen était accidentellement tombé amoureuse de Clam après avoir reçue un coup sur la tête.
Murray déclare qu'il a donné de différentes personnalités aux animaux de la série, comme il l'a fait dans Rocko's Modern Life.

## Production

### Développement
Après la fin de la série Rocko's Modern Life, Murray a gardé ses idées d'animation pour d'autres séries. Murray attribue certains de ces vieux souvenirs au camp de vacance; Murray déclare qu'il passait toutes ses vacances d'été chaque été durant « 4 à 5 années d'affilée » et qu'il aurait « du mal à abandonner l'idée du scoutisme ». Il a aussi décrit l'idée de développer ses séries un peu de la même manière que celles des séries de Bugs Bunny, des Looney Tunes et des séries Merrie Melodies ainsi que celles de Yogi l'ours. Au temps où il croyait que trop de thèmes futuristes apparaissait à l'époque dans les dessins-animés, il tentait alors de créer un dessin-animé qui « reviendrait à la nature. » Camp Lazlo vient à l'origine d'un concept infantile de Murray qui, d'après lui, « grandirait » au fur et à mesure du temps. Alors que Murray développait son concept, il estimait que ses « personnages à caractère lunatique voulaient prendre vie » et il décidait par la suite qu'une simple histoire ne suffirait pas à souligner leurs traits de caractères. Murray désirait créer un groupe d'enfant « comme à l'époque. »
Linda Simensky, qui travaillait précédemment avec Murray pour la série Rocko, a depuis été engagée chez Cartoon Network et ainsi proposer à Murray une nouvelle idée de série. Après grande hésitation, Murray envoie à Simensky son idée pour une émission intitulée 3 Haricots (3 Beans). Simensky "pensait qu'il s'agissait plus d'une idée de plat pour salade", alors Murray le remplace en Camp Lazlo. Une fois le feu vert accordé, Murray décide de produire la série aux studios Cartoon Network et ramène Mark O'Hare en tant que coproducteur. D'après Murray, le « feu vert » ayant déclenché la naissance de Lazlo a été initialement accordé et ensuite révoqué, laissant Murray et Mark O'Hare perplexes et déprimés. La production de Camp Lazlo a débuté en 2004 et s'est terminée en 2007 Novembre 2007 a marqué la toute dernière diffusion de Camp Lazlo,. Camp Lazlo est actuellement rediffusé aux États-Unis sur TV-Y7.

### Équipe
Murray a demandé à un bon nombre d'anciens acteurs qui avaient participé au succès de Rocko's Modern Life de revenir montrer leur talent pour Camp Lazlo. Pour la première saison, Murray a engagé parmi d'autres scénaristes et comédiens Martin Olson, qui a collaboré avec Murray pour l'un de ses grands épisodes à succès de Rocko's Modern Life. Murray demande à Tom Kenny de doubler les personnages car Murray disait que Kenny « ajoutait du dialogue à son texte » et qu'il « l'a ramenait trop. »

### Montage
Le montage de l'émission est désigné pour délibérément amener un soupçon de nostalgie des anciens camps de vacances et « évoque un endroit confortable à visiter. » Les couleurs amènent les « sensations » que prodiguent un camp d'été ; Murray et Sue Mondt ont choisi eux-mêmes les couleurs à exposer. Dans Camp Lazlo, le ciel peut être jaune, et les arbres ne sont pas toujours vert et bruns. Concernant l'architecture et les objets, des livres de camps et des amérindiens étaient consultés. Finalement, Murray a cherché à créer un endroit dans lequel la nature serait privilégié, et que la chasse et le braconnage devaient être exclus, sans aucune technologie pour gâcher l'environnement et l'attitude des personnages. Il décrit le camp comme étant « rétro ». Murray a un penchant pour les objets des années 1950-1960 tels que les lampes, les brochures. Le Camp Kidney est l'endroit dans lequel la grande majorité de l'émission se passe. C'est un camp de vacance occupé par des groupes de scouts tels que les « scouts haricots ». De l'autre côté du camp se situe un autre camp uniquement composé de scouts féminins, les « scouts Écureuils ». Cependant, la géolocalisation exacte de ces camps reste encore inconnue.

### Épisodes
Camp Lazlo est initialement diffusée pour la première fois aux États-Unis entre le 8 juillet 2005 et le 27 mars 2008. Au Canada, l'émission a été diffusée sur la chaîne anglophone Télétoon le 26 juin 2006. Au Royaume-Uni, Camp Lazlo est diffusé sur Cartoon Network et Boomerang. En Australie, en Inde et en Amérique latine, Camp Lazlo est diffusé sur Cartoon Network. En Turquie, Camp Lazlo est rediffusé sur Cartoon Network. En France, elle est diffusée du 16 mai 2006 jusqu'à décembre 2010 sur Cartoon Network, sur Disney Cinémagic en 17 septembre 2007 et rediffusé du 11 juin 2010 au 18 janvier 2014 sur Canal+ dans l’émission Cartoon+ et en depuis 2011 sur Boing et au Québec, sur la chaîne francophone de Télétoon depuis l'été 2006.

## Distribution

### Voix originales
- Carlos Alazraqui : Lazlo, Clam et Chef McMuesli
- Jeff Bennett : Raj, Samson Clogmeyer et le commandant Hoo-Ha
- Doug Lawrence : Edward Platypus, Dave et Ping Pong et l'infirmière Leslie
- Steve Little (en) : Chip et Skip Hopps, Larry, Louie, Leonard et Liniment
- Tom Kenny : Scoutmaster Lumpus (Chef Lourdingue en VF) et Mr Slinkman (La Limace en VF)
- Jodi Benson : Patsy Smiles et Jane Doe
- Jill Talley : Gretchen Laurence, Nina Neckerly et Miss Mucus

### Voix françaises
- Sébastien Hébrant : Lazlo
- Peppino Capotondi : Raj
- David Manet : Clam
- Michel Hinderyckx : Chef Lourdingue
- Olivier Cuvellier : La Limace
- Jean-Marc Delhausse : Samson Clogmeyer et l'infirmière Leslie
- Tony Beck : Chef McMuesli
- Lydia Cherton : Patsy Smiles
- Maia Baran : Jane Doe
- Thierry Janssen : voix additionnelles

## Produits dérivés

### Musiques et fonds sonores
L'équipe a remixé et édite beaucoup de chansons pour les épisodes de Camp Lazlo. Le générique d'ouverture est édité de la musique pour enfants intitulée B-I-N-G-O et remplace par les abréviations L-A-Z-L-O.  L'équipe a également édité « Elle Descend de la Montagne ». Cependant, l'équipe a créé ses propres chansons de scouts. Andy Paley a créé les chansons bluegrass de la série. Murray déclare que l'équipe utilisait souvent des « instruments bizarres » tels que des planches à laver ou  des cuillères pour créer leurs musiques. Murray ajoute qu'une femme a créé sa propre musique avec une scie.
Murray était en coopération avec Jeff Hutchins, le chef des effets spéciaux et l'un des anciens membres de l'équipe de montage pour Rocko's Modern Life. Murray a sélectionné un bon nombre de sons qu'il ajoutait dans son ancienne émission pour les mettre dans celle de Camp Lazlo. Certains compositeurs utilisaient les musiques de Bob l'éponge.

### Jeu vidéo
Un jeu vidéo paru sur Game Boy Advance intitulé Camp Lazlo: Leaky Lake Games est commercialisé le 6 novembre 2006. Le jeu a été publié par Crave Entertainment et développé par Collision Studios Le jeu n'a jamais été traduit en français. Le joueur incarne les trois personnages principaux (Lazlo, Clam et Raj) et est en compétition durant une série de défis pour gagner les badges du mérite de l'évènement du jeu Leaky Lake. En gagnant ces épreuves, le joueur sera ensuite en compétition avec les scouts Écureuils à la fin du défi. Dans le jeu, le joueur rencontre des personnages tels que le chef scout Lourdingue, La Limace, Édouard et autres pour l'aider à emprunter la bonne direction et terminer tous les défis du jeu. Certains mini-jeux sont inclus dans ce jeu, tous possédant un temps chrono.

### Promotions
Les personnages de Camp Lazlo sont apparus dans une publicité pour les Happy Meals de McDonald's. Murray ne voulait pas que ses personnages soient utilisés pour cette pub;  sa seule action était de refuser toute diffusion de ses personnages de n'importe quelle pub qu'elle soit. Murray a écrit sur son site internet qu'il n'expliquerait pas la raison de son opposition au Happy Meal par respect des efforts commerciaux qu'a prodigué Cartoon Network,.

## Accueil

### Critiques et rédactions
La série est positivement accueillie par l'ensemble des critiques et rédactions. Ray Richmond, de The Hollywood Reporter, poste une critique le 7 juillet 2005 ; il explique que son enfant a aimé la série, mais ne souhaitait plus la regarder. Richmond note cependant que l'émission est « un moyen sécurisé pour l'enfant de s'amuser pleinement pendant une demi-heure. » Ginia Bellafante, du The New York Times, explique que le Camp Kidney (endroit fictif dans lequel se situent les personnages) semblerait représenter « le point de vue des parents sur le camp scout. » L'Atlanta Journal-Constitution attribue à la série une note de « A ». Joly Herman, de Common Sense Media, décrit l'émission comme « humoristique » et« adaptée à la jeune audience. »

### Récompenses et nominations
| Date | Récompense        | Catégorie                                    | Nomination                   | Résultat   | Réf.   |
| ---- | ----------------- | -------------------------------------------- | ---------------------------- | ---------- | ------ |
| 2006 | Emmy Awards       | Court-métrage d'animation                    | Hello Dolly/Overcooked Beans | Nomination | [ 18 ] |
| 2006 | Pulcinella Awards | Meilleure série d'animation pour enfants     | Joe Murray                   | Lauréat    | [ 19 ] |
| 2006 | Pulcinella Awards | Série d'animation tous public                | Joe Murray                   | Lauréat    | [ 19 ] |
| 2006 | Pulcinella Awards | Meilleur personnage (Lazlo)                  | Joe Murray                   | Lauréat    | [ 19 ] |
| 2007 | Annie Awards      | production et design d'une série d'animation | Sue Mondt                    | Nomination | [ 20 ] |
| 2007 | Emmy Awards       | Court-métrage d'animation                    | Where's Lazlo?               | Lauréat    |        |
| 2007 | 2008              | Emmy Awards                                  | Court-métrage d'animation    | Lauréat    | [ 21 ] |